# Gastrophrynoides
Gastrophrynoides là một chi động vật lưỡng cư trong họ Nhái bầu, thuộc bộ Anura.

## Các loài
- Gastrophrynoides borneensis (Boulenger, 1897)
- Gastrophrynoides immaculatus Chan, Grismer, Norhayati, and Daicus, 2009